# 伊丽莎维塔·伊霍丽芙娜
伊丽莎维塔·伊霍丽芙娜·玛伦雅克（2000年8月3日—）是一名出生于基辅的乌克兰女模特、电视节目主持人及运动员艺术体操，也是2019年乌克兰小姐选美大赛及乌克兰副环球小姐。